# Lobelia thermalis
Lobelia thermalis là loài thực vật có hoa trong họ Hoa chuông. Loài này được Thunb. mô tả khoa học đầu tiên năm 1794.